# エミール・ボレル

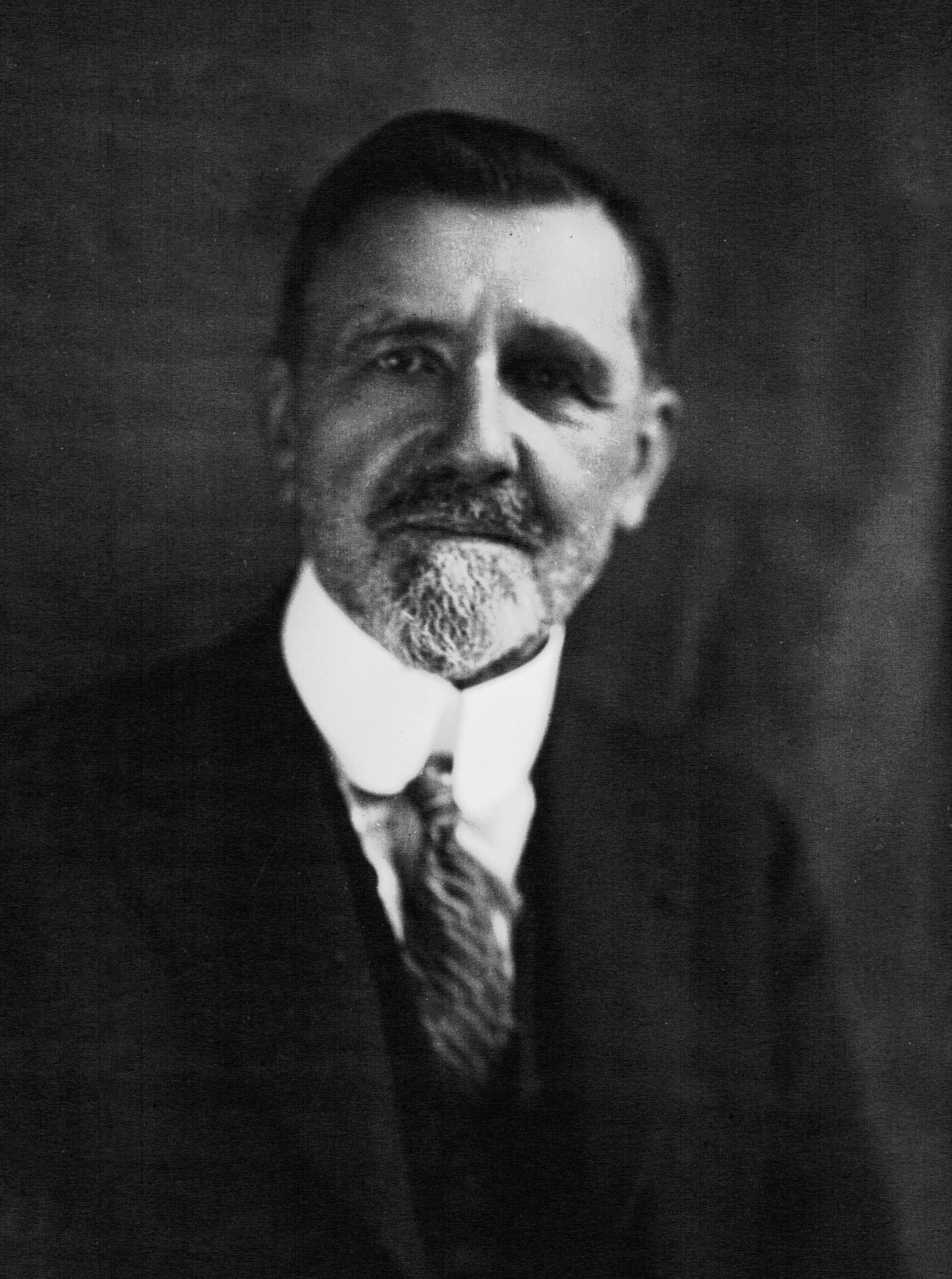
Émile Borel

エミール・ボレル (Félix Édouard Justin Émile Borel, 1871年1月7日-1956年2月3日) は、フランスの数学者、政治家。ボレル測度などで知られ、アンリ・ルベーグとともに測度論の先駆者となった。また、ゲーム理論に関する論文もいくつか発表した。

## 略歴
- 1871年 - サンタフリクに生まれる
- 1889年 - エコール・ノルマル・シュペリウール入学
- 1893年 - リール大学教授
- 1896年 - エコール・ノルマル・シュペリウール教授
- 1909年 - ソルボンヌ大学教授
- 1924年 - 下院議員(-1936年)
- 1925年 - 海軍大臣(-1940年)
- 1928年 - アンリ・ポアンカレ研究所所長

## 著作
- "La science est-elle responsable de la crise mondiale?", Scientia : rivista internazionale di sintesi scientifica, 51, 1932, pp. 99-106.
- "La science dans une société socialiste", Scientia : rivista internazionale di sintesi scientifica, 31, 1922, pp. 223-228.
- "Le continu mathématique et le continu physique", Rivista di scienza, 6, 1909, pp. 21-35.

### 邦訳
- 『幾何学教科書』山海堂、1925年。
- 『代数学』山海堂〈数学教育名著叢書〉、1926年。NDLJP:942919。
- 『平面三角法』山海堂〈数学教育名著叢書〉、1928年。NDLJP:1147269。
- 『空間と時間』岩波書店〈岩波新書〉、1940年。
- 『蓋然性の哲学』創元社〈創元科学叢書〉、1942年。NDLJP:1063374。
- 『偶然論』岩波書店、1943年。
- 『確率と確実性』白水社〈文庫クセジュ〉、1952年。NDLJP:1371857。
- 『一般集合論：集合と確率』白水社、1957年。NDLJP:1376273。
- 『素数』白水社〈文庫クセジュ〉、1959年。NDLJP:1377744。
- 『確率と生活』（改訳）白水社〈文庫クセジュ〉、1967年。NDLJP:1382038。